# Emmaboda IS
Emmaboda IS (vollständig: Emmaboda Idrottällskap) ist ein schwedischer Fußballverein aus Emmaboda. Die Mannschaft spielte in den 1970er Jahren kurzzeitig in der zweithöchsten schwedischen Spielklasse.

## Geschichte
Emmaboda IS gründete sich 1927. Zunächst spielte die Mannschaft im niederklassigen Ligabereich und konnte sich trotz mehrerer Anläufe nicht dauerhaft in der dritten Liga etablieren. Erst nach dem erneuten Aufstieg in die Drittklassigkeit 1967 hielt sie sich längerfristig auf diesem Spielniveau. 1970 und 1972 erspielte sie sich jeweils den zweiten Rang in ihrer Staffel, ehe 1973 mit drei Punkten Vorsprung auf den Kalmar AIK der Staffelsieg gelang. In der anschließenden Aufstiegsrunde setzte sich der Klub gegen Finspångs AIK und IFK Stockholm durch und stieg gemeinsam mit IFK Falköping als Gruppenzweiter in die Zweitklassigkeit auf. Nach einem achten Tabellenplatz in der ersten Spielzeit erspielte sich die Mannschaft in der Spielzeit 1975 als Tabellenfünfter das bis dato beste Ergebnis der Vereinsgeschichte. Mit nur drei Saisonsiegen beendete die Mannschaft jedoch die folgende Spielzeit auf einem Abstiegsplatz.
Als Absteiger landete Emmaboda IS auf einem Mittelfeldplatz. Zwar meldete sich der Klub in der folgenden Spielzeit im Aufstiegsrennen zurück und verpasste am Ende der Spielzeit 1978 als Tabellenzweiter hinter Kalmar AIK nur knapp die Aufstiegsrunde, jedoch folgte nur eine Spielzeit später der Absturz in die Viertklassigkeit. Ab 1983 spielte der Klub erneut in der dritten Liga, war aber 1986 Opfer einer Ligareform und wurde in die vierte Liga zurückgestuft. Nach dem Abstieg in die fünfte Liga 1989 verabschiedete sich der Klub vom höherklassigen Fußball und konnte sich trotz der Wiederaufstiege 1996 und 1998 nicht mehr in der vierten Liga etablieren. 